# Giuseppe Schiavone
Giuseppe Schiavone Di Gennaro, soprannominato Sparviero (Sant'Agata di Puglia, 19 dicembre 1838 – Melfi, 28 novembre 1864), è stato un brigante italiano, che agì, con la sua banda soprattutto nelle zone della Capitanata, alle dipendenze di Carmine Crocco. Sebbene un fuorilegge, Schiavone, considerato una persona mite e meno spietata di altri briganti, fu per alcuni il più umano tra quelli di cui fece parte.

## Biografia
Giuseppe nacque da Gennaro e Carmina Longo ed ebbe due fratelli (Domenico e Antonio). Le sue condizioni familiari erano normali, vivendo del proprio lavoro e dei frutti della campagna. Iniziò a prestare il servizio militare nel 1860 e, dopo lo scioglimento dell'Esercito delle Due Sicilie nel febbraio 1861 con la capitolazione di Gaeta, rientrò a Sant'Agata con permesso provvisorio, con il grado di sergente. Richiamato al servizio militare dal governo sabaudo, Schiavone si rifiutò di servire Vittorio Emanuele II e perciò fu costretto a scappare fuori dalla sua cittadina, e rintanarsi nei pressi del torrente Calaggio.
Durante il suo rifugio, incontrò la banda di Carmine Crocco di Rionero in Vulture, che si trovò di passaggio dopo una breve sosta nel bosco di Rocchetta Sant'Antonio e decise di unirsi ad essa. La sua scelta fu accolta con molto sconforto da parte dei genitori, tanto che lo invitarono ripetutamente a rinunciare e collaborarono con la giustizia (per questo la sua famiglia fu premiata dal Governo, dando al fratello Domenico un posto di guardia municipale a Sant'Agata).
Dopo la morte della madre, Schiavone mandò un'apprezzabile somma di denaro a suo padre, affidandola ad un compaesano. Questi, approfittando del fatto che tra padre e figlio non c'era comunicazione, si impossessò del denaro. Giuseppe, venuto a sapere dell'accaduto, rapì il suo compaesano e per punizione gli tagliò il lobo dell'orecchio destro. Da quel momento dedicò il resto della sua vita al brigantaggio. Schiavone partecipò a numerose spedizioni sotto il comando di Crocco (Irpinia e Vulture) e, con la propria banda, gli fornì una solida base di appoggio in territorio pugliese, permettendogli di conquistare la stessa Sant'Agata, Bovino e Terra di Bari.
Al suo fianco c'era spesso la sua consorte Filomena Pennacchio di San Sossio Baronia, una brigantessa dal carattere freddo e impassibile, che ebbe anche relazioni con Crocco e Giuseppe Caruso. Schiavone prese parte a diverse scorribande come il massacro di 20 soldati della Guardia Nazionale a Orsara di Puglia, e l'uccisione di 17 soldati piemontesi presso Francavilla in Sinni. Benché fosse un brigante, Schiavone viene ricordato da certi come uno dei meno feroci e si dice che, in alcuni casi, si oppose a violenze che i suoi compagni d'armi inflissero ad alcune vittime e non partecipò a vari sequestri e uccisioni.
Il 26 luglio 1864, a causa del tradimento di Caruso, Schiavone e altri briganti, mentre stavano raggiungendo Crocco, vennero scoperti dai bersaglieri e cavalleggeri sabaudi (guidati dallo stesso rinnegato) durante il loro tragitto, costringendo i briganti a rifugiarsi nel bosco di Leonessa, vicino Melfi. Giuseppe riparò a Bisaccia, nella casa di alcuni notabili filoborbonici, ma la sua fuga ebbe le ore contate.
La sua amante, Rosa Giuliani, lo tradì, dato che Giuseppe la mise da parte per la Pennacchio. La Giuliani svelò alle autorità che nella notte tra il 26 ed il 27 novembre Schiavone con altri quattro briganti si sarebbe recato nella masseria di Posta Vassalli, nella zona di Melfi. Giunti alla masseria, Schiavone e i briganti furono circondati e costretti ad arrendersi. Condotti in carcere a Melfi, furono giudicati da un Tribunale Militare Straordinario e il giorno seguente condannati a morte tramite fucilazione.
Prima di morire, Schiavone chiese di poter vedere per l'ultima volta la sua compagna, che attendeva un figlio da lui ed era rifugiata nell'abitazione di una levatrice. Gli fu concesso quest'ultimo desiderio e alla vista della sua amata si inginocchiò chiedendole perdono, la strinse fra le sue braccia e le diede il suo ultimo idilliaco bacio. Pochi istanti dopo, il brigante venne fucilato assieme agli altri condannati.